# Чикишата
Чикишата — деревня в Арбажском районе Кировской области. 

## География
Находится на расстоянии примерно 24 километра по прямой на север-северо-восток от районного центра поселка Арбаж.

## История
Известна с 1678 года как деревня Гомоюновская с 6 дворами, относился к вотчинам Вятского епископа. В 1873 году учтено было здесь (деревня Гологоновская или Чикишадская) дворов 10 и жителей 73, в 1905 (починок Чикишата или Гомоюновский) 15 и 107, в 1926 (снова деревня) 25 и 127, в 1950 22 и 82, в 1989 году оставалось 7 постоянных жителей. Нынешнее название утвердилось с 1939 года. До января 2021 года входила в состав Сорвижского сельского поселения до его упразднения. Ныне имеет дачный характер.

## Население
Постоянное население составляло 4 человека (русские 100%) в 2002 году, 0 в 2010.